# Batalla del Valle de Monterrey
La Batalla del Valle de Monterrey consistió en una serie de acciones militares localizadas en la zona de la Comarca de Verín entre los días 6 y 7 de marzo de 1809. Enfrentó a las fuerzas del Primer Imperio francés, comandadas por el mariscal Jean-de-Dieu Soult, contra las tropas españolas bajo las órdenes del Marques de La Romana y una fuerza portuguesa de los generales Bernardino Freire y Francisco da Silveira. Este enfrentamiento supuso el comienzo de la Segunda Invasión francesa de Portugal, dentro del contexto de la Guerra de la Independencia Española.

## Antecedentes
Con la evacuación del ejército inglés de John Moore tras la Batalla de Elviña y de la división de Robert Craufurd a través del puerto de Vigo en enero de 1809, las fuerzas francesas bajo las órdenes de los mariscales Soult y Michel Ney se dispusieron a perseguir a las fuerzas españolas y conquistar el territorio gallego para la España napoleónica. Cuando Napoleón Bonaparte le ordena a Soult invadir Portugal y tomar la ciudad de Oporto, intenta cruzar el Río Miño en la localidad de Tuy, pero la falta de embarcaciones, el miedo a una emboscada por parte de los portugueses y la fortaleza de Valença provocan que se retire hacia Orense el 17 de febrero.
Tras superar dicha ciudad y aplastar a una pequeña fuerza de milicianos y algunas tropas regulares españolas en Ginzo de Limia, las fuerzas francesas ponen rumbo hacia el Valle de Monterrey. El Marqués de La Romana, percatándose de las intenciones del mariscal Soult, trata de desplegar una línea defensiva lo más rápido posible en los altos de Oimbra. Los soldados españoles provenían en su mayoría de regimientos reorganizados en León, a los que se sumaron algunos soldados procedentes de las levas realizadas en la zona anteriormente. Por su parte, el mal equipado ejército portugués destinado en el Norte de Portugal, decide enviar a unos 4000 hombres que se sumaron en parte a las fuerzas españolas, cubriendo un contingente luso el puente de Villaza. Pese a ello, la mayoría de las fuerzas portuguesas se limitó a defender la frontera luso-española, dejando también una pequeña guarnición en el Castillo de Monterrey.

## Los combates
Las primeras patrullas francesas llegan a la zona del Valle de Monterrey el día 4 de marzo, tomando sin oposición la aldea de A Xironda. Al día siguiente, el Marqués de La Romana, viendo la delicada situación en la que se encontraba, comienza los preparativos para cruzar el Río Támega y retirarse ordenadamente hacia el Este, mientras que los portugueses abandonan el castillo y comienzan a planear su propio repliegue hacia Feces de Abajo y la propia frontera. Por su parte, el mariscal Soult, percatándose de la débil situación de las fuerzas luso-españolas, decide organizar rápidamente a sus hombres para atacar lo antes posible y poder asegurarse así el paso seguro hacia el Norte de Portugal.
El 6 de marzo los franceses comienzan su avance en masa hacia el corazón del valle. En una situación de clara inferioridad numérica, el Marqués de La Romana ordena la retirada española hacia la orilla oriental del Támega. Las fuerzas portuguesas, alertadas por los movimientos franceses y los de sus aliados españoles, abandonan rápidamente el castillo y comienzan a retroceder hacia la frontera. Sin embargo, como su retirada se realizó más tarde que la española, algunos contingentes lusos tuvieron que enfrentarse en acciones de retaguardia contra las fuerzas napoleónicas, sufriendo algunas bajas mientras se retiraban de sus posiciones en la aldea de Villaza.

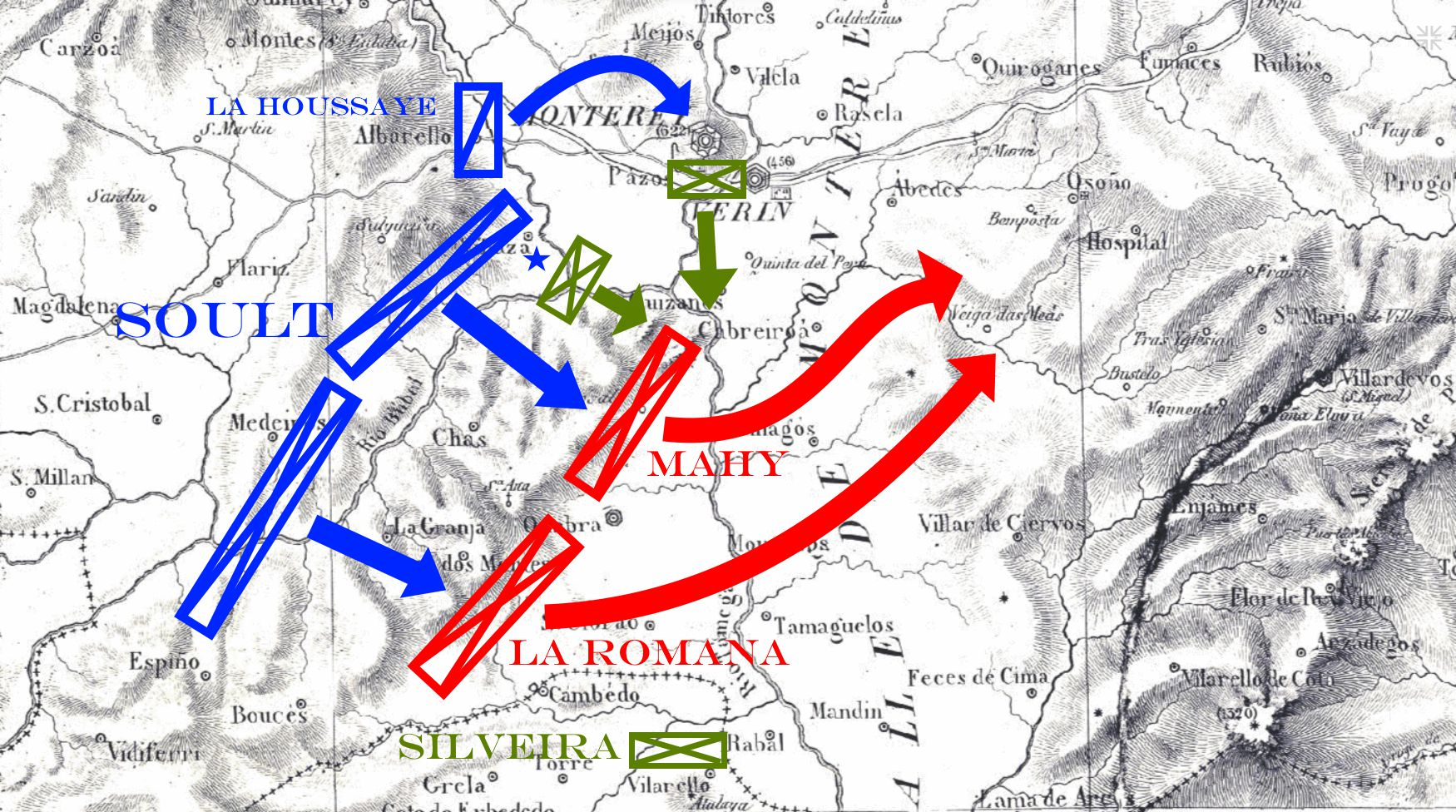
Batalla del Valle de Monterrey - Mañana del 6 de marzo de 1809

El avance francés a través del valle es rápido y eficaz este día 6 de marzo. La caballería del general Armand de La Houssaye toma sin dificultades la villa de Verín y la fortaleza de Monterrey, utilizándola como hospital de campaña provisional. Inmediatamente después, la caballería del general Jean-Baptiste Franceschi-Delonne se lanza contra el rezagado Regimiento de Mallorca en la parroquia de Ábedes, compuesto en su mayoría por reclutas sin experiencia de combate, provocando los franceses unas 200 bajas y capturando a todos los oficiales españoles.   

Pasado el mediodía, las fuerzas del Marqués de La Romana se situaron al Este de Verín, en una zona conocida como «Pozo do Demo», estableciendo una línea improvisada con la que hacer frente al enemigo. Los franceses, lejos de vacilar, continúan su avance imparable, cruzando el río Támega en varios lugares y asaltando las posiciones españolas sin perder tiempo. Las tropas españolas se vieron superadas en todos los aspectos por los regimientos napoleónicos, muchos de los cuales eran veteranos de las grandes batallas de Austerlitz y Jena. Al ver que algunos de sus batallones comenzaban a dispersarse, el Marqués de La Romana da la orden de retirarse, una huida entorpecida en cierto modo por los cientos de civiles que trataban de huir del invasor francés. Admitiendo su derrota ante un superior enemigo, la oficialidad española decide abandonar temporalmente Galicia y dirigirse al Este, con la esperanza de reagruparse y conseguir nuevas fuerzas en León. Por su parte los portugueses completaron al final del día su repliegue hacia Vilarelho da Raia, reacios a ayudar a los españoles tras la retirada inicial del Marqués de La Romana. Ante la perspectiva de enfrentarse en solitario a los franceses, las tropas portuguesas comenzaron a fortificar ligeramente sus posiciones de manera improvisada.  

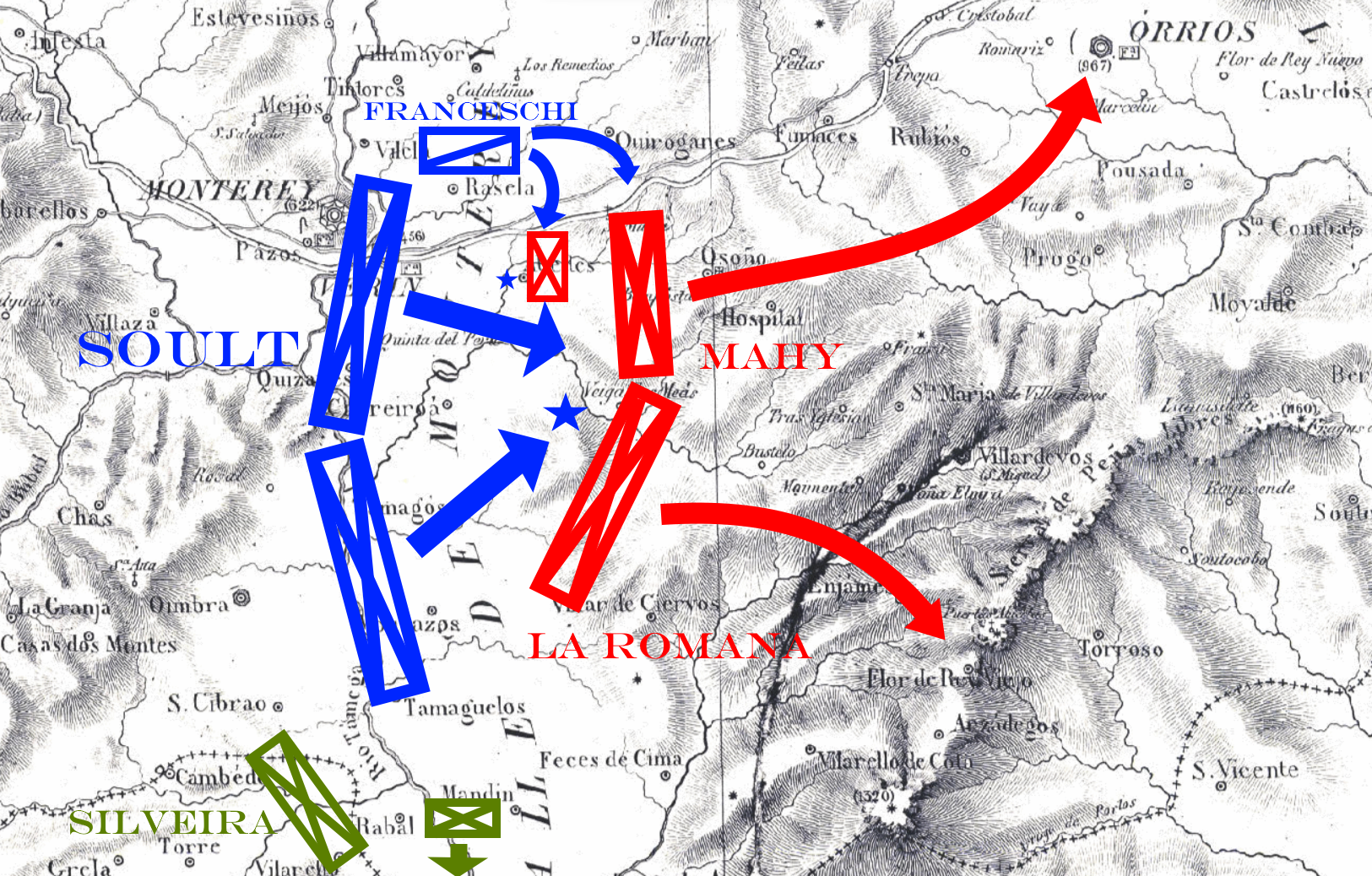
Batalla del Valle de Monterrey - Tarde del 6 de marzo de 1809

En la mañana del día 7, el foco de atención de los franceses se centró en los portugueses que defendían la frontera y el camino hacia Feces de Abajo. El mariscal Soult, dejando en retaguardia a algunas unidades en caso de un contraataque español, decide que debe provocar la retirada de las fuerzas lusas con la mayor brevedad posible, para evitar así un número de bajas excesivas. Decide dividir sus fuerzas disponibles en dos grupos de ataque. El primero de ellos tiene la misión de tomar Vilarelho da Raia y forzar a los portugueses a replegarse hacia las montañas del interior. Las fuerzas lusas, que tenían algunos cañones antiguos improvisadamente montados sobre rocas, consiguen resistir media hora antes de que una carga de 50 dragones del 19º Regimiento siembre el caos en la línea portuguesa, forzando al general Silveira a retirarse. La localidad de Vilarelho sería tomada por los voltigeurs del 17º Regimiento. Por su parte el segundo grupo de ataque apenas tuvo que entablar combate contra el contingente portugués del general Freire, que se retiró hacia Feces de Abajo ante la posibilidad de quedar rodeado.   

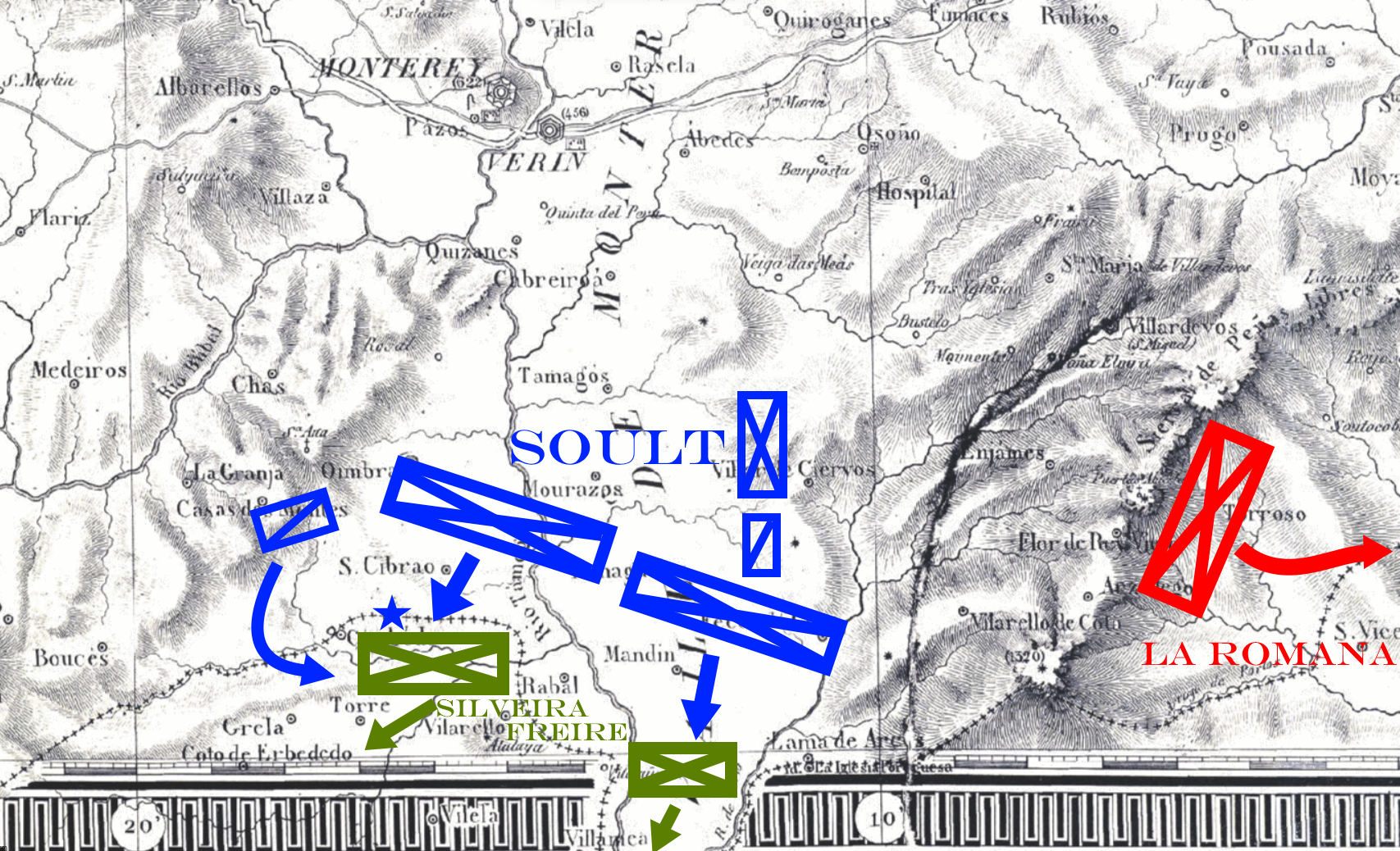
Batalla del Valle de Monterrey - 7 de marzo

## Consecuencias
Con el ejército español derrotado y retirándose hacia León y las fuerzas portuguesas desorganizadas y en clara inferioridad numérica, la vía en dirección al Norte de Portugal estaba abierta para las tropas napoleónicas. Tras dos días de descanso y reabastecimiento, el mariscal Soult y todas sus tropas emprenden su marcha hacia la región lusa de Trás-os-Montes, con la intención de tomar la ciudad de Chaves. Su único obstáculo fue una fuerza de 2000 portugueses en Feces de Abajo del general Freire, la cual es incapaz de frenar el avance francés. Por su parte, el general Silveira, que se había reunido de nuevo con su ejército principal, decide no hacerle frente a Soult. 

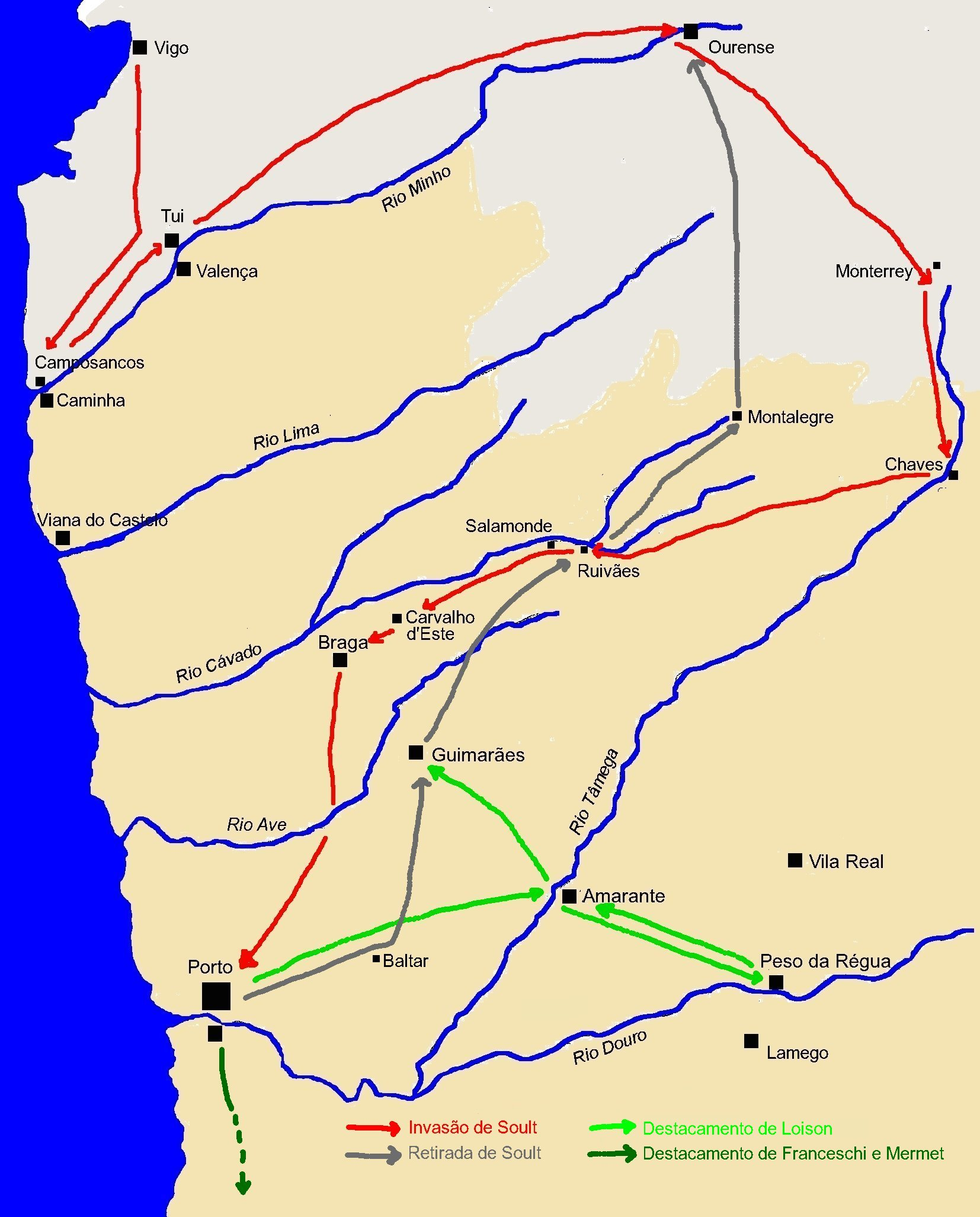
Principales movimientos del mariscal Soult durante la Segunda Invasión francesa de Portugal

El avance de las tropas invasoras en el norte de Portugal fue rápido y efectivo, tomando en pocas semanas Chaves, Braga y Oporto. Tras conquistar esta última ciudad, Soult decidió aguardar un tiempo crucial esperando refuerzos y suministros. Durante estas semanas en que las fuerzas francesas permanecieron en su mayoría inactivas, muchos territorios de la retaguardia fueron reconquistados por destacamentos portugueses, incluido uno liderado por el general Francisco da Silveira, quien retomó Chaves el 29 de marzo, el mismo día que los franceses entraron en Oporto. Ese tiempo desperdiciado también ayudó a que el Duque de Wellington pudiese preparar sus tropas para retomar Oporto, derrotando a los franceses el 12 de mayo. Las tropas francesas supervivientes se retiraron apresuradamente hasta Orense, en un momento en el que la mayoría del territorio gallego se había levantado en armas contra las fuerzas invasoras. Los restos de los ejércitos de los mariscales Soult y Ney abandonan Galicia en junio, suponiendo los últimos contingentes franceses en pisar territorio gallego durante la Guerra de la Independencia Española.[cita requerida]